# Bien antirrival
Un bien anti-rival es un neologismo sugerido por Steven Weber. Según su definición, es el opuesto a un bien rival. Cuanto las personas más comparten un bien anti-rival, más utilidad recibe cada persona. Los ejemplos incluyen el software y otros bienes de información creados a través del proceso de producción colaborativa de bienes comunes.
Un bien anti-rival reúne la prueba de un bien público porque es no-excluible (libremente disponible a todos) y no-rival (su consumo por una persona, no reduce la cantidad disponible para otras). Aun así, tiene la cualidad adicional de ser creado por personas para el beneficio común, sin estar motivado por un altruismo puro, porque el colaborador individual también recibe beneficios de las contribuciones de los otros.
Un ejemplo proporcionado por Lawrence Lessig: "no es sólo que el código es no-rival; es que el código en particular, y (al menos algún) conocimiento en general, es, como Weber lo llama, 'anti-rival'. No soy sólo no recibo daño cuándo compartes un bien anti-rival: sino que me beneficio."
La producción de bienes anti-rivales típicamente se beneficia de los efectos red. Leung (2006) cita a Weber (2004), "Bajo condiciones de anti-rivalidad, cuando el tamaño del grupo conectado a internet aumenta, y hay una distribución heterogénea de motivaciones con personas que tienen un nivel alto de interés y algunos recursos para invertir, entonces el grupo grande es más probablemente que, si todas las cosas son iguales, proporcione el bien que un grupo pequeño."
A pesar de que este término es un neologismo , esta categoría de bienes puede no ser ni nueva, ni específica de la era de Internet. Según Lessig, el idioma inglés también reúne la cualidad, como cualquier lengua natural, de ser un bien anti-rival. El término también invoca reciprocidad y el concepto de una economía de regalo.